# Vittorio Emanuele Orlando (naturalista)
Vittorio Emanuele Orlando (Palermo, 9 febbraio 1928 – Terrasini, 21 settembre 2014) è stato un naturalista italiano.

## Biografia
Nipote dello statista Vittorio Emanuele Orlando da cui prese il nome, e figlio di Carlo, ornitologo, esercitò la professione di assicuratore. In tale ambito promosse la fondazione di diverse aziende, tra le quali una società di trasporto valori (Sicurtransport), una società assicurativa (Progress Insurance, successivamente Mapfre), un broker assicurativo (Orlando Assicurazioni) e una società immobiliare. Fu anche tra i fondatori del Sindacato Nazionale degli Agenti Assicurativi.
Promosse l'atletica leggera, fondando e sostenendo diversi sodalizi, a partire dall'associazione sportiva Gonzaga nel 1947, che prendeva il nome dall'Istituto Gonzaga, il liceo classico di Palermo gestito dai Gesuiti. A metà degli anni cinquanta fondò a Palermo la società sportiva Assicurazioni Generali, che prese parte con successo ai campionati assoluti italiani del 1958 e che nel 1960 condusse un proprio tesserato, Giuseppe Bommarito, alla semifinale della staffetta 4x400 metri delle Olimpiadi di Roma. Orlando fu anche impegnato in prima persona nell'automobilismo, correndo quattro edizioni della targa Florio negli anni 1963, 1964, 1965 e 1967.
Politicamente impegnato con la Democrazia Cristiana, fra il 1980 e il 1992 fu a più riprese sindaco di Terrasini. Tra le altre iniziative, pose le basi per la nascita del Museo regionale di Terrasini che più tardi avrebbe trovato sede a Palazzo d'Aumale.

### La passione per la natura

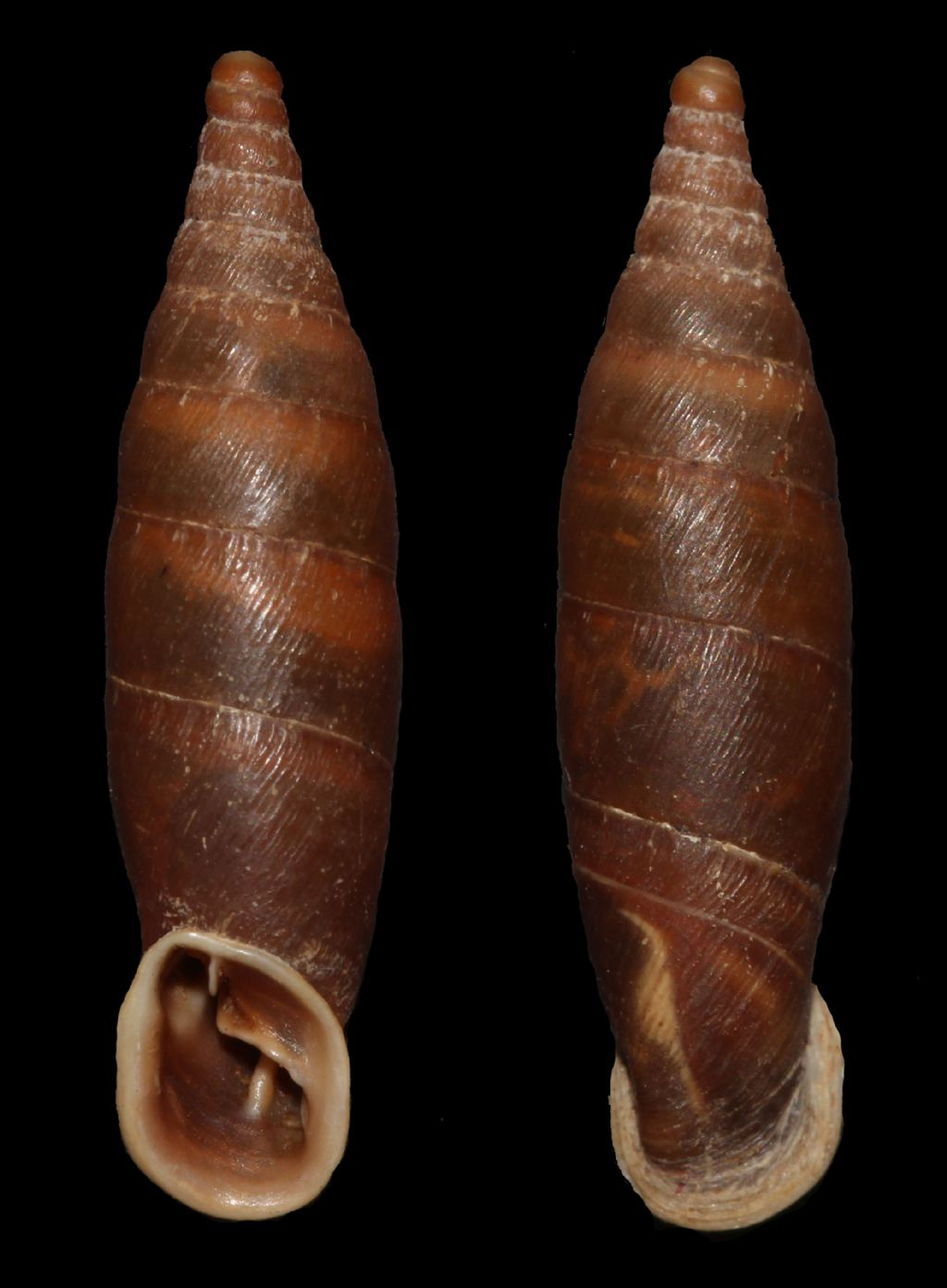
Siciliaria calcarae orlandoi Liberto, Reitano, Giglio, Colomba & Sparacio 2016

Vittorio Emanuele Orlando fu soprattutto un appassionato naturalista. Fu presidente regionale del WWF, direttore dell’Osservatorio Ornitologico Siciliano della Regione Siciliana, segretario della Società Siciliana di Scienze Naturali, consigliere della Società Italiana di Malacologia e socio di un gran numero di associazioni scientifiche italiane e straniere.
Dal padre Carlo ereditò una vasta collezione ornitologica formata da oltre 6.000 esemplari. Ad essa, dopo la morte di Gino Ajola, inglobò la collezione ornitologica Gino Ajola, ottenendo in tal modo una delle più importanti raccolte museali d'Italia. In ambito malacologico, collezionò oltre 50.000 lotti comprendenti quasi 8.000 specie, sia viventi che fossili, provenienti da varie parti del mondo.
Propose l’acquisizione al demanio regionale di alcune importanti collezioni naturalistiche e la loro successiva destinazione al Museo civico di Terrasini, insieme alle collezioni di famiglia. Nel 1983 redasse la guida al museo civico. Nel 1991 promosse l'istituzione del Museo Regionale del carretto e naturalistico di Terrasini (oggi Museo Regionale di Storia Naturale e mostra permanente del carretto siciliano) trasferito nel 2002 a Palazzo d'Aumale, che a tale scopo lui stesso aveva fatto acquisire al patrimonio comunale e ristrutturare.
Grazie al suo intervento fu fin dal 1968 posta sotto tutela l'area del promontorio di Capo Rama che successivamente fu inserita nel piano regionale delle riserve naturali della Sicilia nel 1991. In seguito il 16 giugno 2000 fu Istituita la Riserva Naturale Orientata Capo Rama ed affidata in gestione al WWF Italia che ne indicò come direttore il geologo Girolamo Culmone, il quale riuscì a raddoppiarne nel 2005 l'iniziale territorio protetto portandolo da 22 a 48 ettari. Si compiva così la tutela totale di questa area.
L'attività scientifica di Orlando è stata varia, ma soprattutto si è incentrata sull'ornitologia e la malacologia. Il suo principale campo d'interessi sono stati i molluschi, nel cui ambito firmò una trentina di pubblicazioni, spesso in collaborazione con l'Istituto di Zoologia dell'Università degli Studi di Palermo.
Nel 2016 a Vittorio Emanuele Orlando è stata dedicata una sottospecie di Clausiliidae siciliana, Siciliaria calcarae  orlandoi.